# Катька — паперовий ранет
«Катька — паперовий ранет» — радянський чорно-білий німий художній фільм, поставлений на Ленінградській фабриці «Совкіно» в 1926 році режисерами Едуардом Іогансоном і Фрідріхом Ермлером. Фільм вийшов на екрани СРСР 25 грудня 1926 року.

## Сюжет
Фільм «Катька Паперовий Ранет» (саме така назва картини в оригінальній версії титрів, яка до нашого часу вже вийшла з ужитку) розповідає про долю сільської дівчини Каті (Вероніка Бужинська), за часів НЕПу середини 1920-х років. Катя, у якої здохла корова, і її сім'я залишилася без єдиної годувальниці, приїжджає до Ленінграда, щоб «сколотити грошей» на покупку нової корови. Але за своєю сільською недосвідченістю, дуже скоро потрапляє в середовище мешканців міського дна. Зв'язується зі злодієм Сьомкою Жгутом (Валерій Соловцов), від якого вагітніє (ми вперше бачимо героїню оповідання саме у той момент, коли вона повинна незабаром народити). Але ніякі негаразди не можуть зламати уперту Катьку. Вона як і раніше вірить, що все владнається, що вона зуміє знайти дорогу до нового, кращого життя. Тому не сильно дивує те, що з якихось, їй одній відомим мотивам, вона шанує бездомного Вадьку Завражина (Федір Нікітін), на прізвисько «Тілігент» — людину, повністю непристосовану до навколишнього життя. Однак, як каже Катька, що проявила до Вадьки милосердя, коли кличе його до себе ночувати: «У будинку всяка смітинка знадобиться». Так і відбувається в подальшому: коли вона оговтається після народження сина, і знову почне торгувати, Вадька замінить хлопчикові мати.

## У ролях
- Вероніка Бужинська —  Катька — безпатентна лотошниця
- Белла Чернова —  Вєрка
- Валерій Соловцов —  Сьомка Жгут
- Федір Нікітін —  Вадька Завражин, на прізвисько «Тілігент»
- Тетяна Окова —  Праскева Крутікова, квартирогосподарка Вєрки
- Валерій Плотников —  Феноген Герасимович Хромов, тамбовський промисловець
- Яків Гудкін —  підручний Сьомки
- Едуард Іогансон — епізод
- Роберт Майман — епізод

## Знімальна група
- Сценарій — Михайло Борисоглєбський
- Режисери — Едуард Іогансон і Фрідріх Ермлер
- Оператор — Євген Михайлов
- Художник — Євген Єней
- Асистент — Роберт Майман
- Адміністратор — Сем Герштензанг